# Emblema della Repubblica Socialista Sovietica Kazaka
L'emblema della Repubblica Socialista Sovietica Kazaka fu l'emblema ufficiale della Repubblica Socialista Sovietica Kazaka dal 26 marzo 1937 fino al 26 dicembre del 1991, quando fu abbandonato a seguito della Dissoluzione dell'Unione Sovietica.

## Simbologia
Manifestamente ispirato all'Emblema dell'Unione Sovietica, anche quello della RSS Kazaka mostra chiari riferimenti ai simboli tipici dell'araldica socialista: sullo sfondo di un sole nascente dorato (rappresentante la rivoluzione proletaria) in campo rosso si staglia la falce e martello del comunismo, sormontata da una stella rossa a cinque punte, indicante la vittoria del socialismo sui cinque continenti.
A racchiudere l'emblema, spighe di grano raccolte in fasci rimandano alla prosperità e alla produttività agricola. Dei nastri di colore rosso inoltre riportano il motto ufficiale sovietico Proletari di tutti i paesi, unitevi! nelle due lingue kazaka (Барлық елдеpдің пролетарлары, бірігіңдер!, Barlıq elderdiñ proletarları, birigiñder!) e russa (Пролетарии всех стран, соединяйтесь!, Proletarii vsekh stran, soyedinyaytes′!). Alla base, sempre su una fascia rossa, l'acronimo ufficiale della RSS Kazaka, anch'esso negli alfabeti kazako e russo (rispettivamente ҚССР, QSSR e КССР, KSSR).
È peraltro curioso notare come l'assenza di simboli che rimandino alla regione ed alla sua cultura (presenti nella maggior parte degli altri stemmi delle repubbliche sovietiche, in modo da garantirne una distinzione) sia pressoché assente nel caso dell'emblema della RSS Kazaka (le spighe di grano non sono infatti considerabili tali, in quanto spesso riportate in altri stemmi di stati comunisti); ciò lo rende uno dei più semplici fra quelli richiamantisi all'ideologia socialista.

## Storia

Versione dell'emblema in uso fino al 1978

Salvo piccole modifiche, l'emblema rimase pressoché invariato fino al 1978, anno nel quale il Soviet Supremo della RSS Kazaka ne approvò una nuova versione. In essa, venne modificato l'acronimo dello stato (che in precedenza era riportato come KGGP), venne ridotto il numero dei raggi del sole nascente sullo sfondo, venne semplificato il disegno delle spighe di grano e fu eliminato il bordo dorato che in precedenza contornava la stella rossa sulla sommità. La nuova versione, che rimase in vigore fino alla fine della repubblica sovietica, si distingue inoltre dalla precedente per le posizioni relative della falce e del martello del simbolo centrale (la falce venne posta sopra il martello, mentre prima era il contrario).